# Singolo di successo
Un singolo di successo (in inglese hit single) è un brano musicale o un singolo che è diventato molto popolare. Anche se viene talvolta usato per indicare qualsiasi canzone ripetutamente trasmessa o che ha avuto buoni riscontri di vendita, col termine "successo" si indica di solito un brano apparso in una classifica musicale ufficiale.

## Classifiche dei successi
Secondo la definizione utilizzata fin dagli anni settanta dal Guinness Book of British Hit Singles, negli Stati Uniti e nel Regno Unito un singolo viene solitamente considerato un successo quando viene inserito nella lista ufficiale della rivista Billboard Hot 100 o nella Top 75 della Official Singles Chart, rimanendovi per almeno una settimana.
Un singolo di successo può essere definito, a seconda della sua posizione, come un successo tra i "numeri uno", o nella Top 10, nella Top 20 o nella Top 40. In Gran Bretagna (dove per la compilazione delle classifiche non si considera la diffusione per radio), questa classifica potrebbe non riflettere appieno la popolarità globale della canzone, in quanto la posizione settimanale è basata esclusivamente su un confronto diretto con le vendite di altri singoli pubblicati nello stesso periodo. Non è pertanto raro che un singolo non compaia in classifica, pur avendo di fatto venduto più copie di altri singoli, considerati dei "successi" esclusivamente per la loro presenza in classifica in un momento generale di vendite ridotte.

## Successi nel mondo
Che un singolo divenga un successo o meno può dipendere anche dalla posizione geografica. Il gusto musicale varia sensibilmente e singoli che non sono successi nel proprio paese d'origine a volte lo diventano in altre parti del mondo. Ad esempio Blind to the Groove, pubblicato nel 1998 dalla band britannica Ultra, non è presente nelle classifiche del Regno Unito ma si è collocato nella top ten in Spagna; analogamente, il loro secondo singolo, Say It Once, ha raggiunto il 16º posto in patria ma ha ottenuto ottimi successi di vendite in Australia, Nuova Zelanda e Spagna ed è stato "numero uno" in Italia. Gli artisti affermati pubblicano in genere i propri singoli in vari paesi sperando di ottenere un successo mondiale.